# Kawanishi N1K
Chiếc Kawanishi N1K "Kyōfū" (強風|Cường Phong- cơn gió lớn) là một kiểu máy bay tiêm kích thủy phi cơ của Hải quân Đế quốc Nhật Bản, trong khi chiếc Kawanishi N1K-J "Shiden" (紫電|Tử điện) là một phiên bản N1K của Hải quân Đế quốc Nhật Bản đặt căn cứ trên đất liền. Được phe Đồng Minh đặt tên mã là George, chiếc N1K-J được các phi công của nó và ngay cả đối thủ xem là một trong những máy bay tiêm kích đặt căn cứ trên đất liền tốt nhất từng được Nhật Bản sử dụng trong Thế Chiến II. Nó được trang bị vũ khí khá mạnh, và điều hiếm gặp trên một chiếc máy bay tiêm kích Nhật là nó có thể chịu đựng tổn hại rất khá trong chiến đấu. Chiếc N1K-J thậm chí còn đối đầu ngang ngửa với chiếc F6F Hellcat và được xem là khá hơn chiếc A6M5 Zero để đối đầu với những chiếc F4U Corsair và P-51 Mustang của Đồng Minh. Cho dù có khả năng như thế, nó được sản xuất quá trễ và số lượng không đủ để ảnh hưởng đến kết quả của cuộc chiến.

## Thiết kế và phát triển

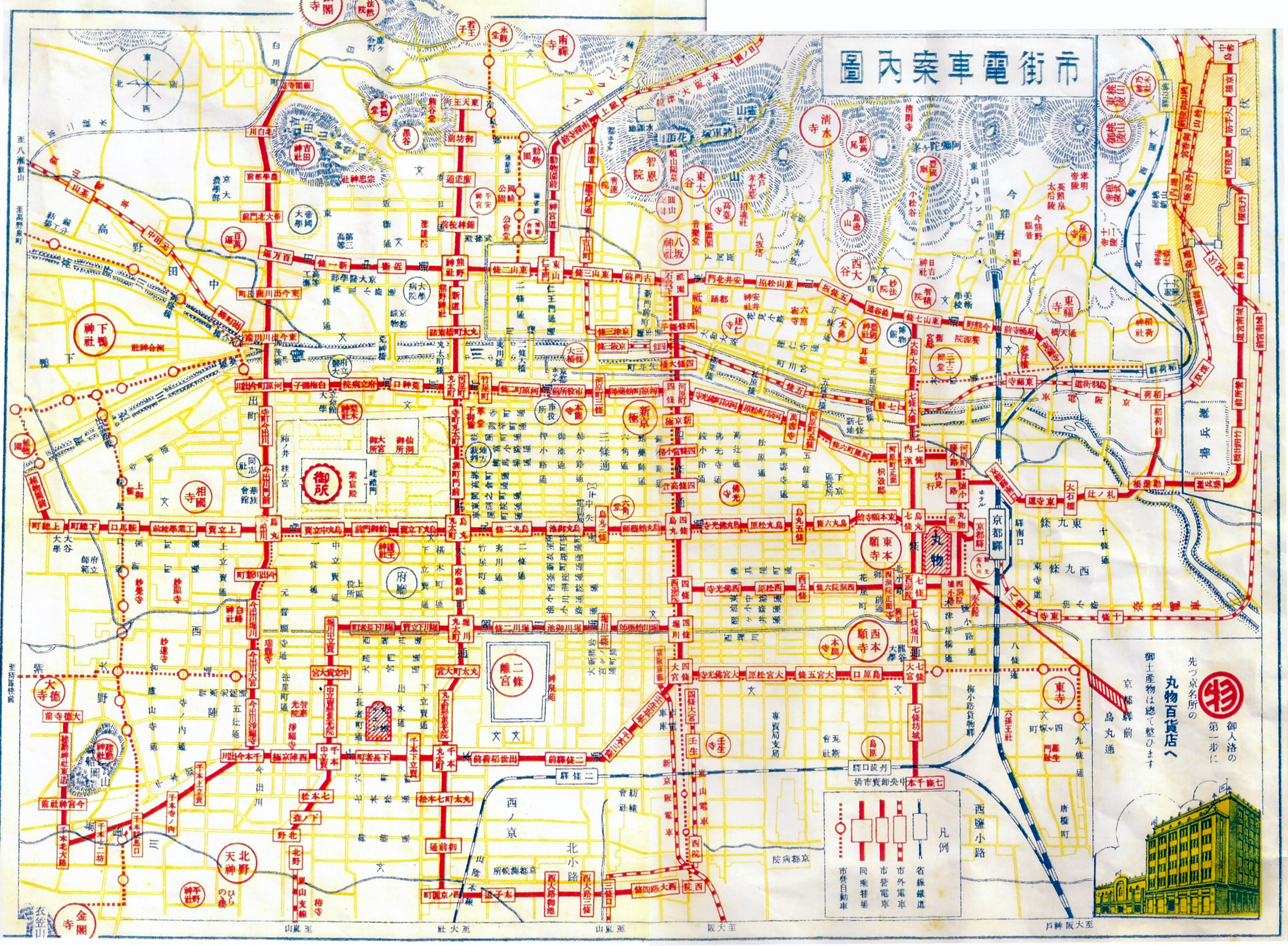
Chiếc Kawanishii N1K1-J

Chiếc Kawanishi N1K ban đầu được chế tạo như một thủy phi cơ tiêm kích hoạt động tại các chiến dịch tấn công ngoài mặt trận nơi không có các đường băng. Nhưng đến năm 1943 khi chiếc máy bay được đưa ra hoạt động, Nhật Bản đang ở trong thế phòng ngự, và đã không có nhu cầu sử dụng đến chiếc N1K. Chúng chỉ được sử dụng trong phòng thủ, nhưng cũng không sánh được với các máy bay tiêm kích của Hải quân Hoa Kỳ hoạt động trên các tàu sân bay.
Yêu cầu phải mang phao nổi to nặng nề đã làm phá hỏng chiếc N1K khi đối chọi lại những chiếc máy bay tiêm kích Mỹ hiện đại. Tuy nhiên, các kỹ sư của Kawanishi đã đề nghị từ cuối năm 1941 rằng kiểu N1K cũng có thể tạo ra một phiên bản máy bay tiêm kích chắc chắn đặt căn cứ trên đất liền, và phiên bản này được sản xuất như là sự đầu tư riêng của hãng. Nó bay chuyến bay đầu tiên vào ngày 27 tháng 12 năm 1942, trang bị một động cơ Nakajima Homare bố trí hình tròn thay cho loại Mitsubishi Kasei công suất kém hơn trên chiếc N1K. Chiếc máy bay giữ lại kiểu cánh gắn giữa của chiếc thủy phi cơ, điều này cùng với các cánh quạt đường kính lớn đã đòi hỏi phải có bộ càng đáp dài, lênh khênh. Một đặc tính độc đáo là các cánh nắp chiến đấu tự động của chiếc máy bay sẽ tự động điều chỉnh theo gia tốc không cần sự can thiệp của phi công, và hạn chế được sự tròng trành trong chiến đấu.
Động cơ Nakajima Homare là kiểu mạnh mẽ, nhưng do được vội vã đưa vào sản xuất trước khi nó thực sự sẵn sàng, nên có nhiều trục trặc. Một vấn đề nữa là do kỹ thuật nhiệt luyện kém, bộ càng đáp thường bị gãy khi hạ cánh. Được biết là đã có nhiều chiếc George đã bị mất vì tai nạn do lỗi này hơn là bởi máy bay Đồng Minh. Ngoài những vấn đề về động cơ và bộ càng đáp, chương trình thử nghiệm cho thấy chiếc máy bay có nhiều triển vọng. Những chiếc nguyên mẫu được Hải quân đánh giá, và vì nó nhanh hơn chiếc Mitsubishi A6M5 "Reisen" và có tầm bay xa hơn chiếc Mitsubishi J2M2 "Raiden", nó được yêu cầu đưa vào sản xuất dưới tên gọi N1K1-J, ký tự -J cho biết đây là phiên bản cải biến thành máy bay tiêm kích đặt căn cứ trên đất liền của chiếc thủy phi cơ tiêm kích nguyên thủy.
Vũ khí trang bị là bốn khẩu pháo Kiểu 99 Loại 2 Mk 4 20 mm trên cánh, mang được 100 viên đạn mỗi khẩu cho cặp súng trong và 70 viên đạn mỗi khẩu cho cặp súng ngoài. Loại đạn 20×101 mm có tầm bắn hiệu quả 1.000 m (3.280 ft) và vận tốc đầu đạn là 700 m/s (2.297 ft/s). Đầu đạn nặng 128 g chứa 6-8% chất nổ. Tốc độ bắn vào khoảng 500 viên mỗi phút cho mỗi khẩu. Các khẩu súng được chỉnh hội tụ ở tầm bắn 200 m (656 ft).
Chiếc N1K2-J là một kiểu được thiết kế lại hoàn toàn được bắt đầu chỉ bốn ngày sau khi chiếc Shiden bay chuyến bay thử nghiệm đầu tiên, nhằm giải quyết những yếu kếm chính của chiếc N1K1-J, chủ yếu là kiểu cánh gắn giữa và bộ càng đáp quá dài. Cánh được chuyển đến vị trí thấp hơn, cho phép sử dụng loại càng đáp thông thường, thân được kéo dài thêm, đuôi được thiết kế lại, và toàn bộ chiếc máy bay được làm để sản xuất đơn giản hơn và sử dụng ít hơn các vật liệu then chốt vốn đang khan hiếm. Kiểu động cơ Homare được giữ lại vì không có được kiểu thay thế cho dù những vấn đề về độ tin cậy chưa được hoàn toàn sửa chữa. Số lượng đạn mang được của các khẩu pháo cũng được tăng lên 200 viên mỗi khẩu. Chiếc nguyên mẫu bay chuyến bay đầu tiên vào ngày 1 tháng 1 năm 1944 và được vội vã đưa vào sản xuất sau khi được Hải quân thử nghiệm trong tháng 4. Chiếc máy bay được đặt tên là "Shiden-Kai" (紫電改), trong đó tiếng Nhật 改, Kai mang ý nghĩa được cải biến.

## Lịch sử hoạt động

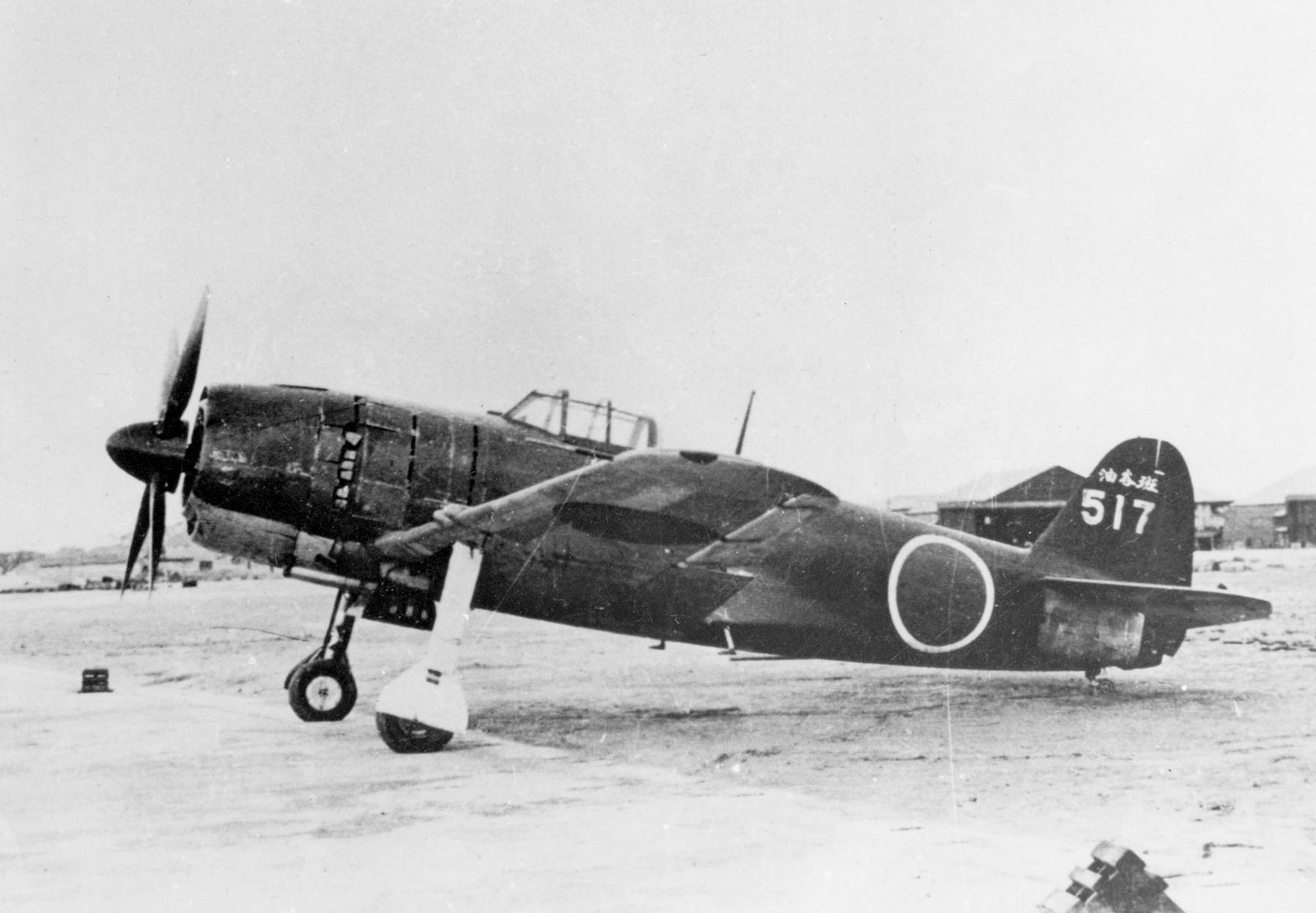
Một chiếc Kawanishii N1K-J, có thể là phiên bản N1K4-J Shiden Kai Kiểu 32 - chỉ có hai chiếc được chế tạo.

Chiếc máy bay được đưa vào hoạt động từ đầu năm 1944 và đã chứng tỏ có hiệu quả cao để chống lại các máy bay tiêm kích Hoa Kỳ, cho dù máy móc không được tin cậy. Động cơ rất khó bảo trì, và giống như bộ càng đáp phức tạp, rất hay bị hỏng. Chiếc N1K1-J được sử dụng rất hiệu quả tại Đài Loan, Philippines và sau đó tại Okinawa. Trước khi việc sản xuất được chuyển qua phiên bản cải tiến N1K2-J, đã có 1.007 chiếc được chế tạo kể cả những chiếc nguyên mẫu.
Vấn đề nảy sinh do có rất ít máy bay phiên bản mới được sản xuất, nhưng kiểu Shiden-Kai đã chứng tỏ là một trong những chiếc máy bay không chiến tốt nhất từng được cả hai phía đưa ra chiến trường. Cùng với tốc độ cao, chiếc máy bay tiêm kích rất nhanh nhẹn với tốc độ lộn vòng 82° mỗi giây ở tốc độ 384 km/h (240 dặm mỗi giờ). Vũ khí trang bị rất hiệu quả với bốn khẩu pháo 20 mm trên cánh và một cặp súng máy trước mũi. Trong vai trò máy bay tiêm kích đánh chặn nghênh cản những chiếc máy bay ném bom, nó ít thành công hơn vì tốc độ lên cao kém và tính năng bay ở tầm cao bị giảm sút.

### Liên đội Tiêm kích Hải quân 343
Do những khó khăn trong sản xuất và những thiệt hại gây ra bởi những cuộc không kích của B-29 Superfortress xuống các nhà máy Nhật Bản, nên chỉ có 415 chiếc máy bay tiêm kích mới được sản xuất. Kiểu máy bay tiêm kích N1K-J được sử dụng chủ yếu bởi các đơn vị ưu tú như Liên đội Tiêm kích Hải quân 343 (343 Kokutai) dưới sự chỉ huy của Minoru Genda. Chiếc máy bay tiêm kích Shiden mới đã tham dự vào các trận chiến trong năm cuối cùng của cuộc chiến tranh. Liên đội Tiêm kích Hải quân 343 (343 Kokutai) được thành lập vào ngày 25 tháng 12 năm 1944 bởi Trung tá Minoru Genda, phi công hải quân kỳ cựu vốn đã từng vạch ra cuộc tấn công Trân Châu Cảng trước đây. Một đơn vị khác từng mang tên phiên hiệu này, nhưng đã bị giải thể vào tháng 7 năm 1944. Liên đội 343 mới bao gồm những phi công giỏi nhất và những máy bay tiêm kích tốt nhất có được. Một trong những phi công lỗi lạc của Liên đội 343 là Kensuke Muto nổi tiếng vì đã một mình bắn hạ được bốn chiếc Hellcat. Đơn vị này cũng được trang bị kiểu máy bay trinh sát tầm xa C6N Saiun ("Myrt") mới. Một trong những chiếc Saiun vào ngày 18 tháng 3 năm 1945 đã phát hiện ra những tàu sân bay Mỹ, và Liên đội 343 đã sẵn sàng tham chiến vào ngày hôm sau.
Sáng hôm đó, 300 máy bay Mỹ đã gặp phải những chiếc Shiden. Nhiều chiếc Shiden thuộc phiên bản N1K2 có trọng lượng nhẹ hơn khoảng 250 kg, nhanh hơn, cấu trúc đơn giản hơn và tin cậy hơn phiên bản N1K1 trước đó. Trận chiến bắt đầu khi một số chiếc Shiden bổ nhào trên những chiếc Hellcat của Phi đội VBF-17. Ba máy bay của mỗi bên bị mất trong đợt tấn công đầu tiên: một chiếc Hellcat và hai chiếc Shiden bị hỏa lực đối phương bắn rơi, hai chiếc khác va chạm nhau, và một chiếc Hellcat bị rơi trong khi tìm cách xoay xở để hạ cánh. Tiếp theo sau, những chiếc Shiden lại bổ nhào trên những chiếc Hellcat và bắn rơi được một chiếc. Cuối ngày hôm đó, Phi đội 407 mất sáu máy bay Shiden so với tám chiếc Hellcat của Phi đội VBF-17 bị bắn rơi.
Căng thẳng hơn là trong trận chiến cùng những chiếc Corsair thuộc Phi đội VBF-10, khi hai chiếc Corsair tách khỏi đội hình chính và bị những chiếc Shiden của Liên đội 343 tấn công. Bốn chiếc N1K2 đã bị bắn rơi trong khi những chiếc Corsair tìm cách quay trở lại được tàu sân bay của chúng, chiếc USS Bunker Hill. Những chiếc N1K2 nhanh chóng báo thù, khi những chiếc Corsair thuộc Phi đội VFM-123 bị những chiếc Shiden bất ngờ tấn công, mà ban đầu lại nhầm lẫn là những chiếc Hellcat bạn bè, tiếp nối bằng cuộc không chiến kéo dài 30 phút. Ba chiếc Corsair bị bắn rơi, năm chiếc bị hư hại và ba chiếc F4U khác bị hư hỏng nghiêm trọng đến mức chúng bị vứt xuống biển sau khi hạ cánh được trên tàu sân bay. Trong số mười máy bay Nhật Bản mà phía Mỹ báo cáo đã bắn rơi, không có chiếc nào thực sự rơi tại chỗ. Tuy nhiên có hai chiếc Shiden bị bắn rơi trong lúc đang tìm cách hạ cánh bởi những chiếc Hellcat của Phi đội VF-9, và nhiều chiếc Shiden khác bị máy bay tiêm kích Mỹ tiêu diệt bên trên một sân bay khác, nơi chúng đang cố gắng hạ cánh vì gần hết nhiên liệu. Vào cuối ngày, Liên đội 343 báo cáo có được 52 chiến công, trong khi các phi công Mỹ cho là đã hạ được 63 chiếc. Tổn thất thật sự là 15 chiếc Shiden cùng 13 phi công, một chiếc "Myrt" với đội bay ba người, và chín máy bay tiêm kích Nhật Bản khác. Phía Mỹ cũng chịu tổn thất lớn với 14 máy bay tiêm kích và sáu phi công, cùng 11 máy bay tấn công khác.
Năm ngày sau đó, một tưởng thưởng không chính thức được gửi đến Liên đội Tiêm kích Hải quân 343 do thành tích đã lập được vào ngày 19 tháng 3. Đến ngày 12 tháng 4 năm 1945 lại diễn ra một trận chiến ác liệt, trong đó phía Nhật Bản ghi được nhiều chiến công nhưng cũng bị tổn thất 12 trong tổng số 34 máy bay của họ. Đến ngày 4 tháng 5, 24 chiếc Shiden được tung ra chiến đấu. Cuối cùng, sau khi thiệt hại 29 trong số 48 máy bay, Liên đội 343 được cho nghỉ hưu vào cuối tháng 6.
Trong mọi trường hợp, chiếc Shiden, đặc biệt là phiên bản Kai (đơn giản, nhẹ hơn và tin cậy hơn), đã chứng tỏ rằng chúng có thể đối đầu cùng nhiều chiếc Hellcat và ngay cả Corsair, ngay cả khi những chiếc máy bay Đồng Minh không phải là "dễ xơi", như nhiều tài liệu từng đề cập. Chiếc Shiden chậm hơn cả hai chiếc máy bay tiêm kích Mỹ và phải chịu tính năng bay kém hơn ở tầm cao; nhưng hỏa lực, độ nhanh nhẹn và độ chắc chắn đều được cải thiện hơn đáng kể so với chiếc Zero, và nếu như những chiếc máy bay tiêm kích này được sẵn sàng vào năm 1944 cho lực lượng đặc nhiệm tàu sân bay Nhật Bản, chúng sẽ là thử thách đáng kể cho lực lượng Mỹ tại quần đảo Marianas và ở Leyte. Trong thực tế, việc thiếu hụt một thế hệ máy bay tiêm kích mới là điểm yếu chính của Hải quân Đế quốc Nhật Bản, vì những kiểu máy bay khác (B6N và D4Y) là kiểu mới và có tốc độ nhanh hơn chiếc A6M5 (ít nhất, chiếc D4Y bay được 575 km/h so với 540-565). Các trấn chiến khác diễn ra tại các liên đội như 343, nhưng cho dù với lòng quả cảm và phi công được huấn luyện tốt, những đơn vị này có quá ít phi công so với lực lượng Đồng Minh, và các thiệt hại nặng nề đã buộc phải cho nghỉ hưu các đơn vị này.
Hiện nay còn ba chiếc còn sống sót và đang trưng bày hay lưu trữ tại các viện bảo tàng tại Mỹ.

## Các phiên bản
N1K1 Kyofu
- N1K1: phiên bản duy nhất là tiêu chuẩn thủy phi cơ, được sử dụng từ đầu năm 1943.
- N1K2: tên dành để đặt cho một kiểu dự định lắp động cơ lớn hơn, không được chế tạo.

N1K1-J Shiden
- N1K1-J: Chiếc nguyên mẫu phát triển từ máy bay thủy phi cơ tiêm kích N1K1 Kyofu, trang bị động cơ Nakajima Homare 11 1.820 mã lực, có chín chiếc được chế tạo.
- N1K1-J Máy bay tiêm kích đánh chặn Hải quân đặt căn cứ trên đất liền Loại 11: kiểu sản xuất đầu tiên, trang bị động cơ Nakajima Homare 21 1.990 mã lực với nắp động cơ được cải biến, trang bị hai súng máy Kiểu 97 7,7 mm và hai pháo Kiểu 99 20 mm. Nóc buồng lái cải biến nhìn bao quát.
- N1K1-Ja, Kiểu 11A: Không có súng máy 7,7 mm trước mũi, chỉ có bốn pháo 20 mm trên cánh.
- N1K1-Jb, Kiểu 11B: Tương tự như Kiểu 11A mang thêm được hai bom 250 kg, cải tiến vũ khí mang trên cánh.
- N1K1-Jc, Kiểu 11C: Phiên bản chuyên biệt tiêm kích-ném bom, cải biến từ Kiểu 11B. Bốn đế bom dưới cánh.
- N1K1-J KAIa: Phiên bản thử nghiệm bổ sung thêm tên lửa. Có một chiếc Kiểu 11 được cải biến.
- N1K1-J KAIb: Phiên bản cải biến thành máy bay ném bom bổ nhào. Một bom 250 kg dưới bụng và sáu đế rocket dưới cánh.

N1K2-J Shiden-KAI
- N1K2-J Chiếc nguyên mẫu, kiểu N1K1-Jb được thiết kế lại. Cánh gắn thấp, cải biến nắp động cơ và càng đáp hạ cánh, thân và đuôi mới. Có tám chiếc được chế tạo.
- N1K2-J Shiden KAI - Máy bay tiêm kích đánh chặn Hải quân đặt căn cứ trên đất liền Loại 21.
- N1K2-Ja Kiểu 21A: Phiên bản tiêm kích-ném bom. Mang bốn bom 250 kg. Được chế tạo bởi: Kawanishi: 393 chiếc, Mitsubishi: 9 chiếc, Aichi: một chiếc, Showa Hikoki: một chiếc, Xưởng Hải quân Ohmura: mười chiếc, Xưởng Hải quân Hiro: một chiếc.
- N1K2-K Shiden KAI-Rensen: Phiên bản huấn luyện N1K-J hai chỗ ngồi, có khả năng chiến đấu hay được cải biến trong xưởng.

Các phiên bản khác
- N1K3-J Shiden KAI 1, Kiểu 31: Nguyên mẫu. Động cơ được dịch ra trước, trang bị hai súng máy Kiểu 3 13,2 mm trước mũi. Có hai chiếc được chế tạo.
- N1K3-A Shiden KAI 2,Kiểu 41: Phiên bản N1K3-J để hoạt động trên tàu sân bay. Chỉ là dự án.
- N1K4-J Shiden KAI 3, Kiểu 3: Chiếc nguyên mẫu, trang bị động cơ Nakajima Homare 23 2.000 mã lực. Có hai chiếc được chế tạo
- N1K4-A Shiden KAI 4, Kiểu 4: Nguyên mẫu thử nghiệm cải biến chiếc N1K4-J với các thiết bị để hoạt động trên tàu sân bay. Có một chiếc được chế tạo.
- N1K5-J Shiden KAI 5, Kiểu 25: Phiên bản máy bay tiêm kích đánh chặn tầm cao. Chỉ là dự án.

Tổng số lượng được chế tạo (mọi phiên bản): 1.435 chiếc.

## Các nước sử dụng
Nhật Bản
- Hải quân Đế quốc Nhật Bản

## Đặc điểm kỹ thuật (N1K2-J)

### Đặc tính chung
- Đội bay: 01 người
- Chiều dài: 9,3 m (30 ft 7 in)
- Sải cánh: 12,0 m (39 ft 4 in)
- Chiều cao: 3,9 m (13 ft 0 in)
- Diện tích bề mặt cánh: 23,5 m² (253 ft²)
- Lực nâng của cánh: 166 kg/m² (34 lb/ft²)
- Trọng lượng không tải: 2.656 kg (5.855 lb)
- Trọng lượng có tải: 4,.000 kg (8.820 lb)
- Trọng lượng cất cánh tối đa: 4.860 kg (10.710 lb)
- Động cơ: 1 x động cơ Nakajima Homare NK9H bố trí hình tròn, công suất 1.990 mã lực (1.480 kW)

### Đặc tính bay
- Tốc độ lớn nhất: 594 km/h (369 mph)
- Tầm bay tối đa: 2.395 km (1.488 mi)
- Tầm bay chiến đấu: 1.716 km (1.066 mi)
- Trần bay: 10.800 m (35.500 ft)
- Tốc độ lên cao: 20,3 m/s (4.000 ft/min)
- Tỉ lệ công suất/khối lượng: 0,305 kW/kg (0,226 hp/lb)

### Vũ khí
- 4 x pháo Loại 99 Kiểu 2 Mk 4 20 mm trên cánh, 200 viên đạn mỗi khẩu.
- 2 × bom 300 kg

## Nội dung liên quan

### Máy bay tương tự
- Nakajima Ki-84
- Mitsubishi J2M
- Kawasaki Ki-100
- Lavochkin La-7
- Focke-Wulf Fw 190
- Republic P-47 Thunderbolt
- North American P-51 Mustang

### Trình tự thiết kế
- N1K - N1K-J

### Danh sách liên quan
- Danh sách máy bay chiến đấu
- Danh sách máy bay quân sự Nhật Bản
- Danh sách máy bay trong Chiến tranh Thế giới II
- Danh sách máy bay tiêm kích